# Rolf D. Mahnken
Rolf Mahnken (* 3. Dezember 1957 in Zeven) ist ein deutscher Ingenieur, Wissenschaftler und Hochschullehrer an der Universität Paderborn.

## Biografie
Bis 1976 besuchte Mahnken das St.-Viti-Gymnasium Zeven. Nach dem Ingenieurstudium an der Universität Hannover erwarb er an der Brunel University London, Uxbridge, England im Jahre 1986 den Masterabschluss im Fach Numerical Analysis. 1992 erfolgte seine Promotion an der Universität Hannover mit einer Dissertation zum Thema Duale Methoden für nichtlineare Optimierungsprobleme in der Strukturmechanik. 1996 schloss er die Habilitation an der Universität Hannover mit einer Arbeit zum Thema Theoretische und numerische Aspekte zur Parameteridentifikation und Modellierung bei metallischen Werkstoffen ab.
Von 1986 bis 1997 war er als wissenschaftlicher Mitarbeiter an der Universität Hannover und am Division of Solid Mechanics, Chalmers University of Technology, Göteborg, Schweden tätig. In den Jahren 1997–1999 übernahm er eine Vertretungsprofessur für Materialwissenschaft an der Universität Hannover und war danach in der Abteilung für Berechnung und Entwicklung bei einem Unternehmen in der Schweiz im Gasturbinenbau tätig.
Im November 2002 wurde er zum Professor für Mechanik an die Universität Paderborn berufen. Als Hochschullehrer und Wissenschaftler behandelt er dort insbesondere die Themen Werkstoffmechanik, Kontinuumsmechanik, Inverse Probleme und zugehörige Numerische Methoden.

## Schriften (Auswahl)
- R. Mahnken: Lehrbuch der Technischen Mechanik – Band 1: Starrkörperstatik – Grundlagen und Anwendungen. 2. Aufl. Springer, Berlin 2016, ISBN 978-3-662-52784-9
- R. Mahnken: Lehrbuch der Technischen Mechanik – Band 2: Elastostatik – Mit einer Einführung in Hybridstrukturen, 2. Aufl. Springer, Berlin 2019, ISBN 978-3-662-58165-0
- R. Mahnken: Lehrbuch der Technischen Mechanik – Dynamik. 2. Aufl. Springer, Berlin 2012, ISBN 978-3-642-19837-3